# Des Plaines (Illinois)
Pour les articles homonymes, voir Des Plaines.
Des Plaines est une ville située dans le comté de Cook en banlieue nord-ouest de Chicago, dans l'État de l'Illinois aux États-Unis, L'aéroport international O'Hare de Chicago est situé à proximité.

## Géographie
Située au nord-ouest de Chicago, la rivière Des Plaines traverse la ville.

## Démographie
Selon le Bureau du recensement des États-Unis, la population de la commune de Des Plaines était de 58 364 habitants en 2010.